# Pic de Tristagne
Le pic de Tristagne (pic de Tristaina en catalan) est un sommet des Pyrénées situé à la frontière entre l'Andorre et la France. Il se trouve à la limite de la paroisse d'Ordino et des communes d'Auzat et Lercoul, constituant le point culminant de cette dernière, avec 2 878 m d'altitude.

## Toponymie
Pic a le même sens en catalan qu'en français et désigne un sommet pointu par opposition aux tossa et bony fréquemment retrouvés dans la toponymie andorrane et qui correspondent à des sommets plus « arrondis ».
Tristaina (forme acceptée par la nomenclature des toponymes d'Andorre) ou Tristagne (orthographe utilisée en Ariège, reconnue par l'Institut national de l'information géographique et forestière) est d'origine latine et provient de tria stagna qui signifie littéralement « trois étangs »,, en référence aux trois lacs éponymes.

## Géographie

### Topographie
Côté andorran, le pic de Tristagne ferme au nord le cirque glaciaire éponyme,. Il surplombe donc les trois lacs de Tristaina qui s'étalent au creux de ce dernier. Côté français, le pic de Tristagne s'élève au-dessus de l'étang Fourcat au nord et des étangs de l'Abeille à l'est.
Sa hauteur de culminance est de 338 m.

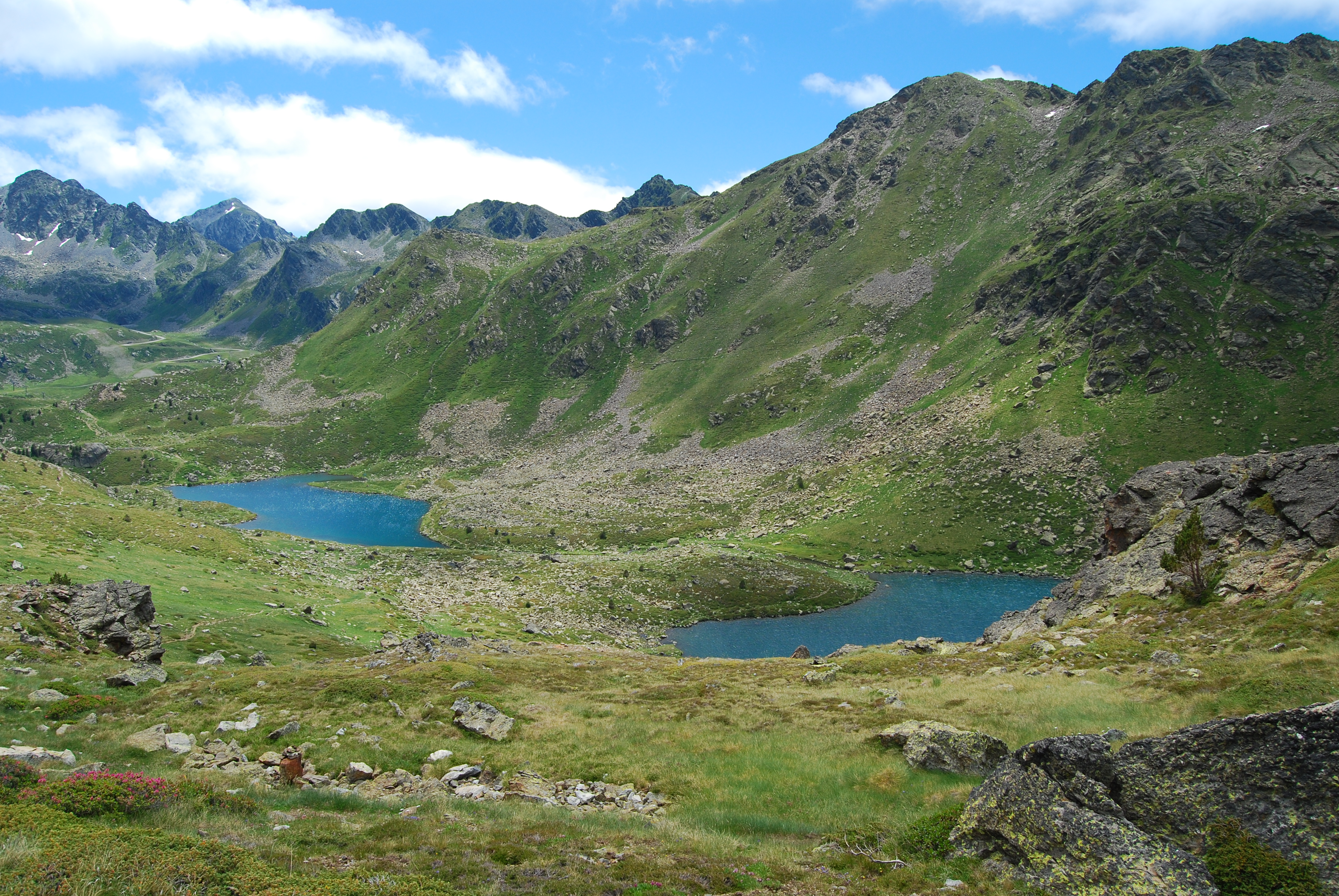
Vue orientée vers le sud du cirque glaciaire.
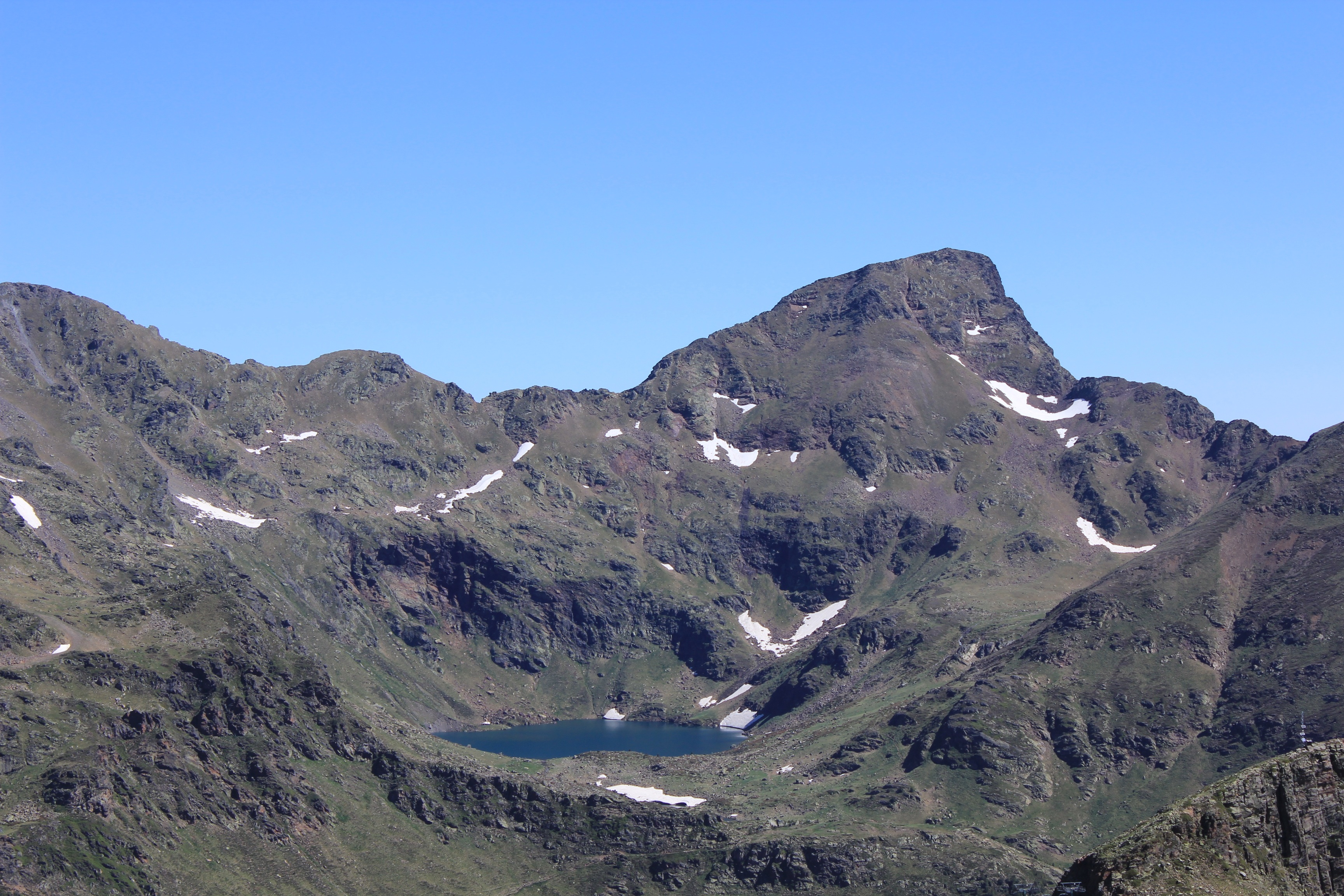
Le pic de Tristagne en arrière de l'Estany de Més Amunt de Tristaina.
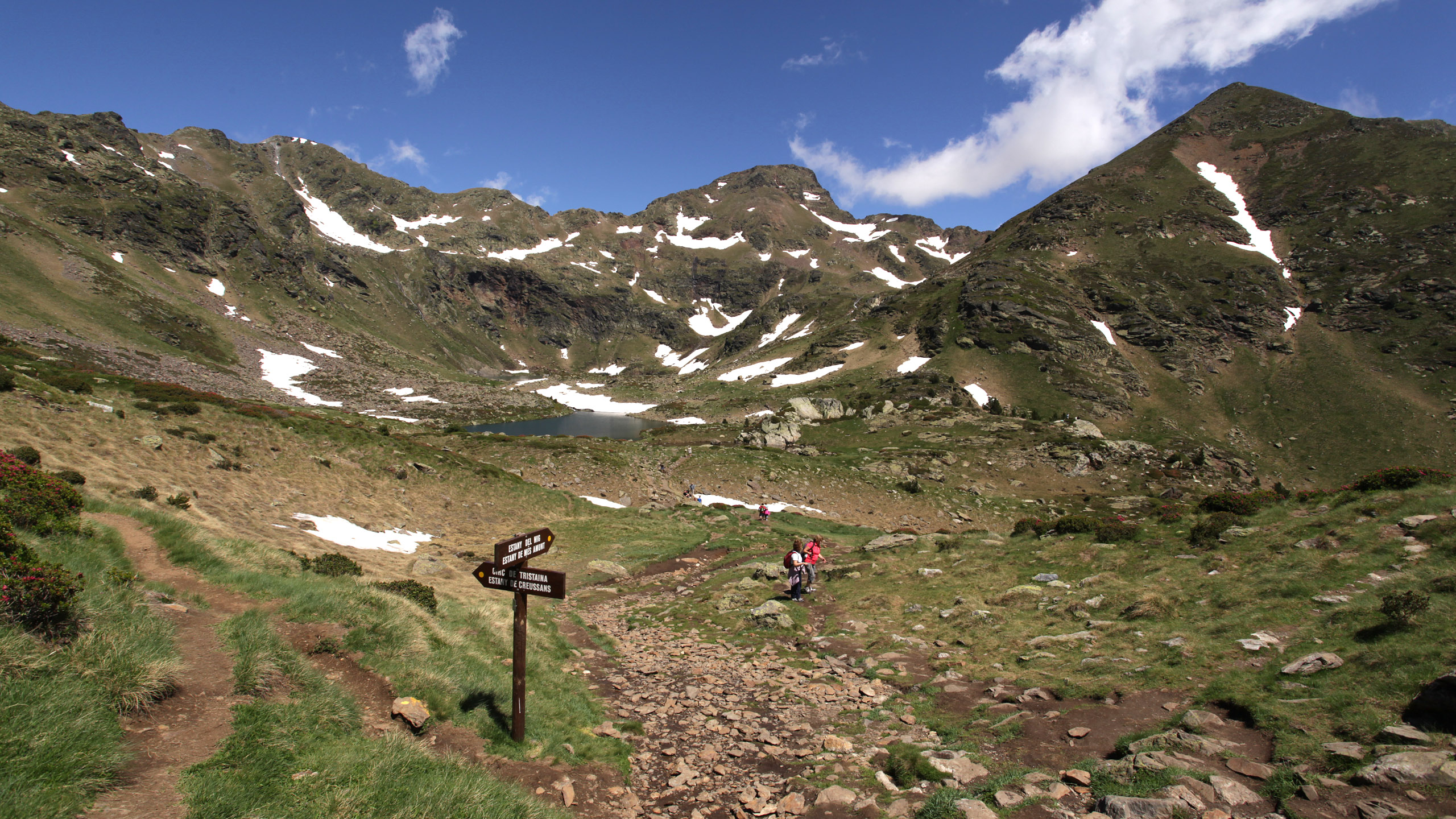
Le cirque de Tristagne.

### Géologie
Le pic de Tristagne est situé sur la chaîne axiale primaire des Pyrénées,.  Plus précisément il se situe dans un prolongement du dôme anticlinal de Pallaresa, une structure formée au cours de la phase d'orogenèse varisque, et composée des roches datant du cambro-ordovicien,,. Celles-ci sont de nature schisteuse et dans le cas du pic de Tristagne ont été particulièrement marquées par le métamorphisme résultant en du micaschiste,,.
Les glaciations quaternaires ont modelé le relief du pic, le flanquant de trois cirques glaciaires dont le cirque de Tristaina au sud, et lui conférant une forme typique de horn,.
| \| Pic de Tristagne \|                                             |                                                                                       |
| Position du pic de Tristagne sur la carte géologique de l'Andorre. | Carte géologique de la zone axiale des Pyrénées avec le dôme anticlinal de Pallaresa. |
| Pic de Tristagne                                                   |                                                                                       |

### Climat
| Mois                              | jan. | fév. | mars | avril | mai   | juin  | jui. | août  | sep.  | oct.  | nov.  | déc.  | année   |
| --------------------------------- | ---- | ---- | ---- | ----- | ----- | ----- | ---- | ----- | ----- | ----- | ----- | ----- | ------- |
| Température minimale moyenne (°C) | −6   | −6,8 | −5,5 | −4,2  | −0,9  | 2,1   | 4,5  | 4,5   | 2,5   | 0,4   | −3,1  | −4,8  | −1,2    |
| Température moyenne (°C)          | −3,2 | −3,7 | −2,1 | −1,7  | 2,3   | 6,1   | 9,4  | 9,3   | 6,5   | 3,3   | −0,3  | −2    | 1,9     |
| Température maximale moyenne (°C) | −0,2 | −0,5 | 1,4  | 1,5   | 5,4   | 10,3  | 13,9 | 14,2  | 11,1  | 7,2   | 3,1   | 0,9   | 5,6     |
| Précipitations (mm)               | 93,4 | 50,4 | 66,8 | 112,8 | 137,6 | 125,8 | 99,1 | 107,7 | 107,2 | 114,4 | 138,4 | 108,1 | 1 261,7 |

## Voies d'accès

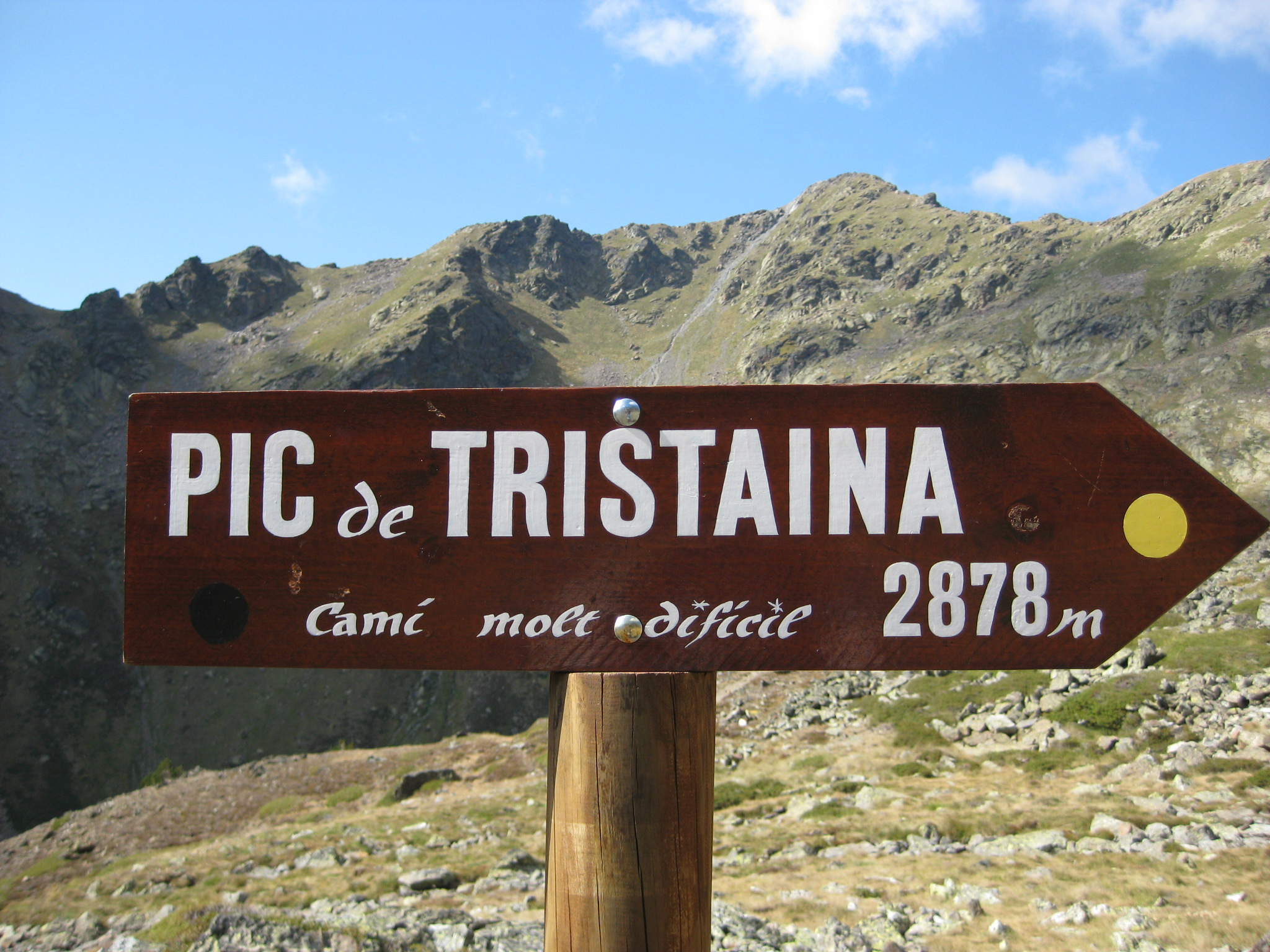
Panneau de randonnée côté andorran.

Il n'y a pas de route carrossable d'accès à proximité côté français. Le refuge de l'Étang Fourcat peut servir d'étape entre le parking de départ situé au barrage de l'Étang d'Izourt et le col puis le sommet.
En Andorre, la station d'Arcalis offre des possibilités de départ en randonnée. Il est possible d'accéder au pic en suivant la Haute randonnée pyrénéenne dont le trajet passe en hauteur des estanys de Tristaina pour rejoindre le port de l'Albeille (2 601 mètres).
Depuis 2017, une sculpture métallique haute de 1,40 m représentant un estripagecs en marque le sommet. Cette sculpture est une copie à taille réduite des estripagecs installés par l'artiste Pere Moles dans le parc naturel de Sorteny. Cinq sculptures identiques ornent d'autres sommets emblématiques de la paroisse d'Ordino : pic de Casamanya, pic de Cataperdís, pic de l'Estanyó, pic de Font Blanca, pic de Serrère.